# Alpette
Alpette (j'Alpëtte in piemontese, La Alpete in francoprovenzale) è un comune italiano di 236 abitanti della città metropolitana di Torino in Piemonte, che dista circa 51 chilometri a nord dal capoluogo.
Il centro abitato sorge su un altopiano della bassa valle di Locana e domina la valle dell'Orco e la val Soana.

## Geografia fisica

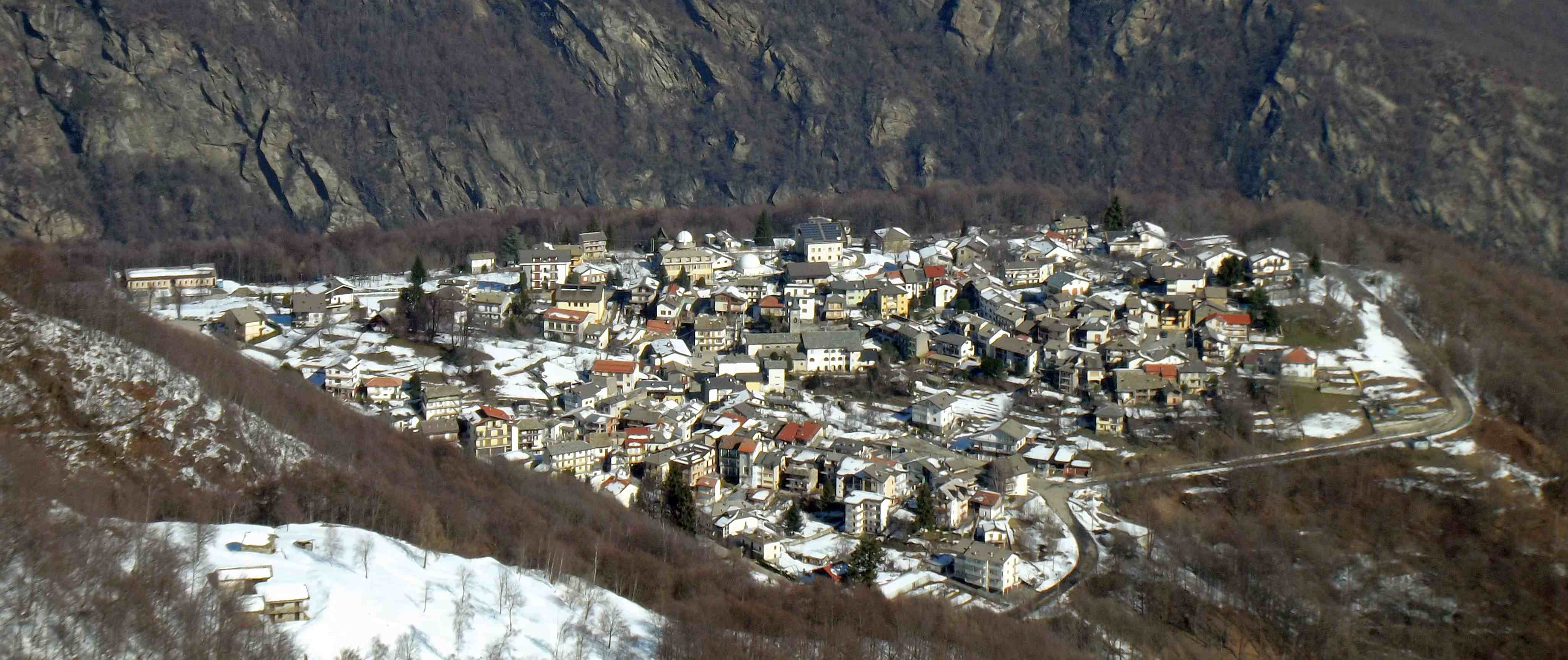
Il paese visto dalla cima Mares.

Situata su un terrazzo adiacente alle pendici settentrionali di Cima Mares, Alpette si estende su una propaggine estrema, verso la pianura canavesana, della catena dei monti che separa la Valle dell'Orco propriamente detta dalla breve vallata del torrente Gallenca. La posizione del borgo è ottima, immerso com'è tra castagni e betulle, con una stupenda vista sui monti retrostanti.

## Origini del nome
Il nome del comune è diminutivo della voce Alp, che in dialetto significa "casolare" dotato di pascolo di montagna.

## Storia
Probabilmente di origini preromane, Alpette fu un insediamento di pastori, feudo dei Conti di Valperga. Seppur citato in documenti solo a partire dal 1466, Alpette si staccò da Pont Canavese nel 1773, ottenendo l'autonomia amministrativa solo dopo secolari liti, ed entrò a far parte della giurisdizione dei Savoia e dei conti di Valperga. La parrocchia invece era stata separata da Pont Canavese già nel 1609.

### Simboli
Lo stemma del piccolo rappresenta con stile naturalistico un paesaggio tipico del suo territorio e al contempo fa riferimento all'etimologia del toponimo che deriva dal diminutivo collettivo di alp, "pascolo d'alta montagna, con abitazioni di pastori e ricoveri di mandrie".

## Monumenti e luoghi d'interesse
- La chiesa parrocchiale dei Santi Pietro e Paolo fu edificata nel 1864 sulle basi di una chiesa dell'XI secolo con schema a tre navate; conserva diversi affreschi di buona fattura risalenti al 1514 e al 1537, attribuiti rispettivamente a Gaudenzio Ferrari e a Fermo Stella da Caravaggio, una fonte battesimale settecentesca (1763), una cantoria lignea; si spera inoltre in un recupero degli splendidi affreschi ottocenteschi della volta della navata principale. Da vedere anche l'altare minore dedicato alla Vergine col bambino, in legno laccato e dorato
- La chiesa di San Rocco risale al XVI secolo, con struttura a navata unica in stile romanico, una cantoria lignea e un unico altar maggiore; ogni anno viene allestito un presepe che si estende per 1/3 della grandezza totale dell'edificio. La facciata è stata restaurata di recente, e sono stati recuperati gli affreschi originali, tipici dello stile delle chiese di montagna, in numero di 3, rispettivamente 2 in basso (a sinistra e a destra del portone d'ingresso) raffiguranti due santi, e l'altro in alto, più grande, che anch'esso raffigura due santi (uno dei quali presumibilmente san Rocco) che stanno a fianco del Cristo sovrastato da una corona
- All'interno del territorio comunale vi è un osservatorio astronomico, secondo in Piemonte a quello di Pino Torinese e che dispone di un riflettore Ritchey-Chrétien di 60 cm di diametro[5] e altri due strumenti minori. Durante l'anno l'osservatorio svolge un'intensa attività di ricerca e osservazione. Oggi parte dell'Università di Torino, l'osservatorio viene messo a disposizione di studiosi e scolaresche. Presso l'osservatorio funziona anche un centro di radiosoccorso. Nel 2010 è stato inaugurato il nuovo planetario, annesso all'osservatorio astronomico stesso[5].

## Società

### Evoluzione demografica
Abitanti censiti

## Cultura

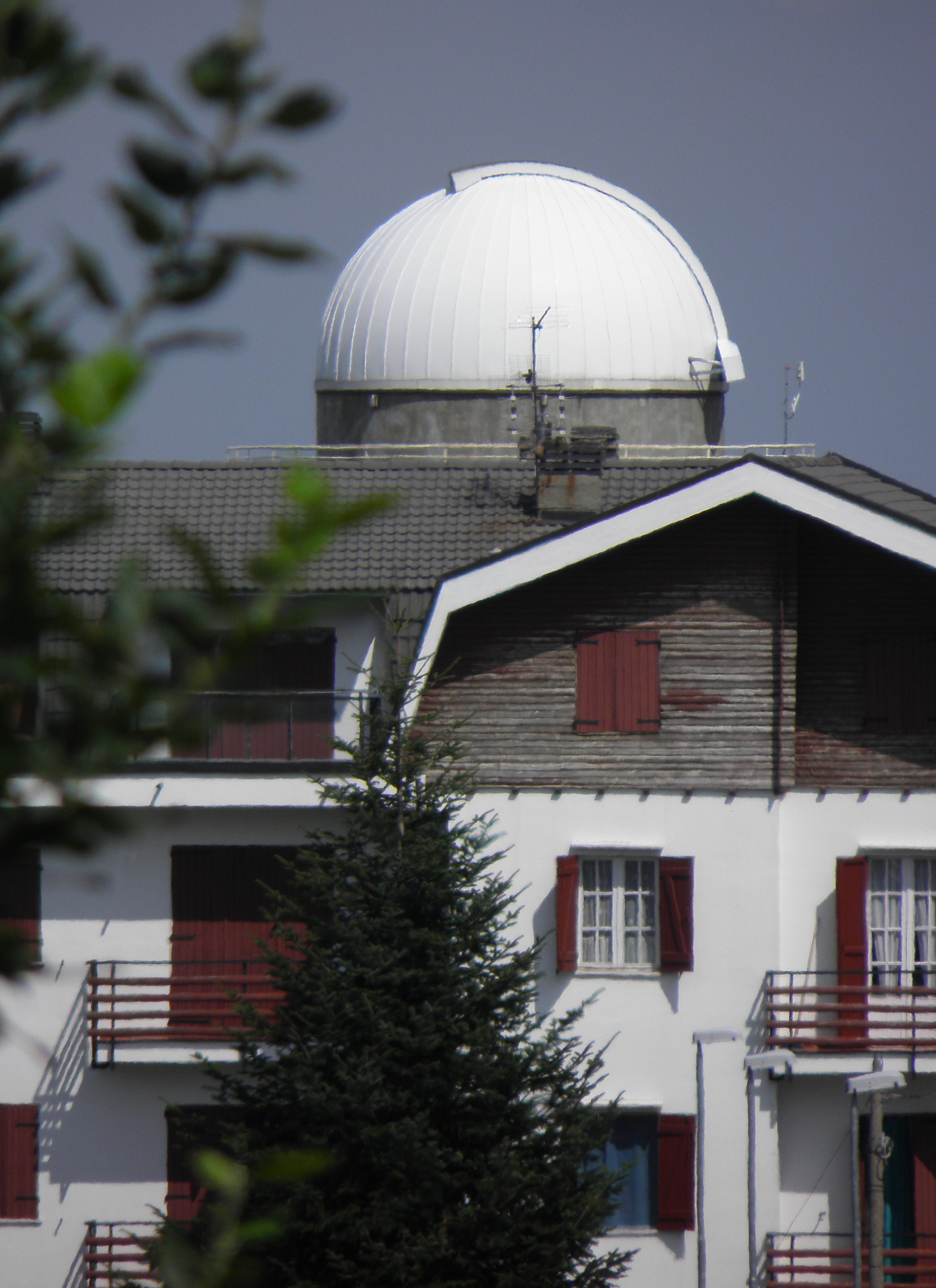
La cupola dell'osservatorio

Le scuole di Alpette sono l'elementare e la scuola del rame, che svolge attività didattica sia per scopo turistico, soprattutto nel periodo estivo, ma anche d'inverno per istituti e privati. I suoi artigiani acquisirono grande rinomanza come battilastra nelle industrie automobilistiche torinesi. È presente anche il "Museo del rame", dedicato alla vita nei tempi passati del paese e la mostra di scultopittura di Lina Goglio, artista di livello internazionale.
Recentemente è stata inaugurata, ma era già presente da diversi anni, la nuova biblioteca, con funzione anche di emeroteca, nella quale vi sono più di 3600 volumi. Inoltre nella stessa è stato aperto un internet point.
Il teatro comunale offre spettacoli, conferenze e concerti, e ha una capienza di circa 200 persone.

### Eventi

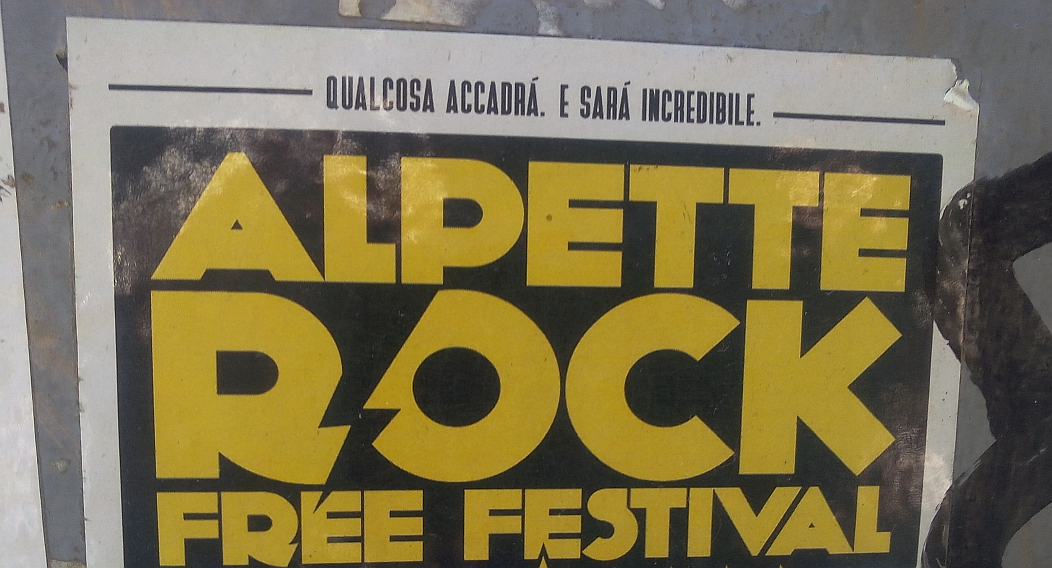
ARFF: pubblicità in una strada di Torino

Dal 2004 al 2013 si è svolto in paese l'Alpette Rock Free Festival (ARFF), evento musicale che richiamava, con possibilità di campeggio, migliaia di giovani da tutto il Piemonte e oltre. All'edizione del 2013 assistettero più di 10.000 persone.
 Tra gli artisti che hanno partecipato ad ARFF troviamo Linea 77, Tre Allegri Ragazzi Morti, Persiana Jones, Bugo, Perturbazione, Lo Stato Sociale, FBYC, Di Maggio Connection, LN Ripley, Mr T-Bone, El Tres, Amari, Beatrice Antolini, DID, Stiliti, Arsenico, Disco Drive, Medusa, Bianco, Levante, Titor, Treni all'Alba, Miriam, Fanali di Scorta, Foxhound e molti altri ancora, oltre a deejay come Marco Foresta, Mostricci Of Sound, Is, Discoforgia, Marco Riva, Avanzi di Balera. Durante il Festival venivano realizzate sessioni di producers e deejay all'interno del Planetarium, acustici e presentazioni di libri nella Boobs Area con ospiti come Marco Peroni, Beniamino de Liguori Carino, Fabrizio Vespa, Mao.
 Il Festival era organizzato dall'associazione TO LOCALS ed era gemellato con il festival ligure "Balla Coi Cinghiali" e il valdostano "Volks N Roll". L'evento ha favorito la nascita e la crescita sul territorio alto canavesano di altri happening musicali come "Coppa Rock Sparone", "Generator Party", "Frassibeer", "Ingria Woodstock" e "Borgiallo Blues Festival".
 Dal 2015 il festival è diventato l'Apolide Rock Free Festival, mantenendo l'acronimo "ARFF". La nuova location è il piccolo Comune di Vialfrè.

### Tradizioni e folclore
Negli anni ottanta del Novecento il paese organizzò per una serie di anni il presepe vivente: la notte del 24 dicembre Alpette si spegneva e l'unica luce era quella delle candele portate dalla processione (rigorosamente in costume) che pian piano e in silenzio assoluto percorreva le vie del paese, terminando il suo percorso nella capanna, allestita nella chiesa principale, con la deposizione del bambino (originario di Alpette, che ovviamente cambiava ogni anno) nella mangiatoia.
Il cantante Mario Piovano ha dedicato a questo paese una canzone, dal titolo Alpette (fonte: un vecchio disco 45 giri avente Cimitero di rose come lato A).
Ogni anno, in estate, si svolge la "Candelata", una suggestiva iniziativa dove le sole luci sono quelle di centinaia di candele colorate, formanti disegni e percorsi da attraversare. Si svolge sia nel centro storico del paese che in una località chiamata Musrai, dalla quale, oltre allo spettacolo dei lumi, si gode quello delle stelle.

## Economia e turismo
Alpette fu considerato luogo di villeggiatura già nell'800: infatti vi soggiornarono le regine d'Italia Elena e Margherita, in un luogo visibile ancor oggi che prese il nome di "Pian della Regina"; Emilio Salgari, che qui scrisse nella quiete e nella natura, e la cui casa è visitabile ancora oggi, e la poetessa Ada Negri, che scrisse di Alpette: «De le casette rustiche/ disperse a gruppi sul montano fianco/ narra il profilo bianco/ tutto un passato di squisita pace».
Lungo il sentiero che porta a Cima Mares, punto più alto della montagna alpettese, è doveroso sostare presso la Madonna del Pilone, da poco restaurata, ai cui piedi sorge una cappelletta risalente alla prima guerra mondiale, eretta da un milite ignoto che fece un voto alla Vergine; inoltre si gode di una splendida vista sulle montagne del Gran Paradiso e si è avvolti da rododendri e mirtilli, specie protette dal Parco Nazionale del Gran Paradiso, che creano un'atmosfera placida e serena.
Nel periodo invernale si può sciare con gli impianti, considerati i più comodi delle valli Orco e Soana per la loro vicinanza alla pianura e a Torino (50 km), a Monsuffietto in località "Nero", situata a 1.176 metri s.l.m.

## Amministrazione
| Periodo | Periodo   | Primo cittadino          | Partito      | Carica  | Note |
| ------- | --------- | ------------------------ | ------------ | ------- | ---- |
| 2004    | 2009      | Pietro Graziano Giachino | lista civica | Sindaco |      |
| 2009    | 2014      | Silvio Varetto           | lista civica | Sindaco |      |
| 2014    | 2019      | Silvio Varetto           | lista civica | Sindaco |      |
| 2019    | 2024      | Silvio Varetto           | lista civica | Sindaco |      |
| 2024    | in carica | Pio Graziano Goglio      | lista civica | Sindaco |      |

### Altre informazioni amministrative
Alpette faceva parte della Comunità Montana Valli Orco e Soana.